# 熊川哲也のバレエ音楽スタジオ
熊川哲也のバレエ音楽スタジオ（くまかわ・てつやの・バレエおんがく・スタジオ）は、NHK-FM放送で2011年4月29日から2012年3月30日まで放送されたバレエ専門音楽番組である。

## 概要
国際的なバレエダンサーとして著名な熊川哲也と、音楽構成作家・新井鴎子が、バレエの中に登場する数多くの音楽とそれのかかわりについて、初心者からでもわかりやすく解説する、日本初のバレエ音楽専門の番組だった。

## 放送時間
- NHK-FM：原則として毎月最終金曜 21時10分 - 22時
NHK広島放送局のみ当該時間は「ぶち☆なま」放送のため、放送翌週の金曜深夜（土曜未明）の1時から1時50分に放送。

## 差し替え番組
- ぶち☆なま（広島県・岡田惠和 今宵、ロックバーで〜ドラマな人々の音楽談義〜アンコール枠を行使して時差ネットで放送）